# Kosovo KS01
Kosovo KS01 är den fredsframtvingande enhet som Sverige skickade till Kosovo i oktober 1999.
Den svenska bataljonen KS01 skickades dit för att medverka i Kosovo Force som är en Nato-ledd internationell styrka som ansvarar för att etablera och upprätthålla fred och säkerhet i Kosovo. Det innebär att upprätthålla allmän ordning och att se till att de överenskommelser som träffades mellan de stridande parterna vid krigsslutet efterföljs. Styrkan i Kosovo var den dåvarande största för tillfället i internationella sammanhang. Truppbidraget bestod av ett Stabs-/understödskompani (PL), 2 (två) mekskyttekompanier, (RL och QL), (Senare förstärkt av ett tredje kompani (SL), ett Ingenjörskompani (WL), ett "National Support Element" (NSE), en transportenhet, militärpoliser samt underrättelse- och signalspaningsenheter. 
Den största delen av personalen var grupperad vid Camp Victoria, som inledningsvis kallades Camp Gripen i Hajvalia utanför Pristina.
- Stab-/Understödskompaniet PL.
- 1. mekaniserade skyttekompaniet (QL) grupperade inledningsvis på Camp Fenrisulven i Kišnica. Camp Fenrisulven lämnades 15 februari 2000.
- 2. mekaniserade skyttekompaniet (RL) grupperade på Camp Mjölner, även kallad "Mushroom Factory" i Keqekolle. RL hade även en pluton grupperad vid gränsstationen Gate 4
- Ingenjörskompaniet (WL) grupperade på Camp Razorback.
- Trosskompaniet (XL) grupperade inledningsvis på "Muddy hill" innan det den 15 december 1999 flyttade in på blivande Camp Victoria.
- NSE grupperade på flygplatsen i Nordmakedoniens huvudstad Skopje. Campen benämndes Camp Helga Jeffery

Förbandet omfattade ca 850 svenska soldater.
I maj år 2000 tog Kosovo KS02 över fram till oktober 2000.

## Förbandsdelar
- Bataljonschef: Fhleming Christensen
- Stab- och understödskompani: Chef Mj P Fridén
- 1. mekaniserade skyttekompaniet: Chef Mj P Hansson
- 2. mekaniserade skyttekompaniet: Chef Mj P Lindahl
- Ingenjörskompani: Chef Mj A Nyberg
- Trosskompani: Chef Mj C Åkesson